# Chersonèse en Crète
Pour les articles homonymes, voir Chersonèse.
Chersonèse en Crète est le nom d'un diocèse de l'église primitive aujourd'hui désaffecté. Son nom est utilisé, dans l’Église catholique romaine, comme siège titulaire pour un évêque chargé d'une autre mission que la conduite d'un diocèse contemporain.

## Situation géographique
Il rend hommage à un ancien diocèse dans la ville antique, qui se trouvait dans la province romaine de la Crète et Cyrénaïque. Le siège épiscopal est affecté à la province ecclésiastique de Gortyne.

## Liste des évêques contemporains titulaires de ce diocèse
| Début      | Fin        | Nat.            | Nom                                     | Fonction exercée                                                                 |
| ---------- | ---------- | --------------- | --------------------------------------- | -------------------------------------------------------------------------------- |
| 28/09/1787 | 06/04/1818 | Allemagne       | Mgr Johann Casimir von Häffelin         | Cardinal                                                                         |
| 29/05/1820 | 09/10/1824 | Suisse          | Mgr Viktor Franz Anton von Glutz-Ruchti | Évêque auxiliaire de Bâle                                                        |
| 17/09/1839 | 20/02/1884 | Allemagne       | Mgr Johannes Theodor Laurent            | Vicaire apostolique de Germanie septentrionale Vicaire apostolique du Luxembourg |
| 25/01/1887 | 26/11/1920 | Chine           | Mgr Marc Chatagnon                      | Vicaire apostolique de Suifu                                                     |
| 13/08/1923 | 02/03/1928 | Espagne         | Mgr Rafael Balanzá y Navarro            | Évêque auxiliaire de Tolède                                                      |
| 10/03/1928 | 02/02/1950 | Espagne         | Mgr Antonio Cardona Riera               | Évêque coadjuteur de Minorque Administrateur apostolique d'Ibiza                 |
| 30/03/1950 | 21/12/1989 | Tchécoslovaquie | Mgr Karel Otčenášek                     | Administrateur apostolique de Hradec Králové (de)                                |

## Sources
- (en) Fiche sur le site catholic-hierarchy.org